# Álvaro Parente

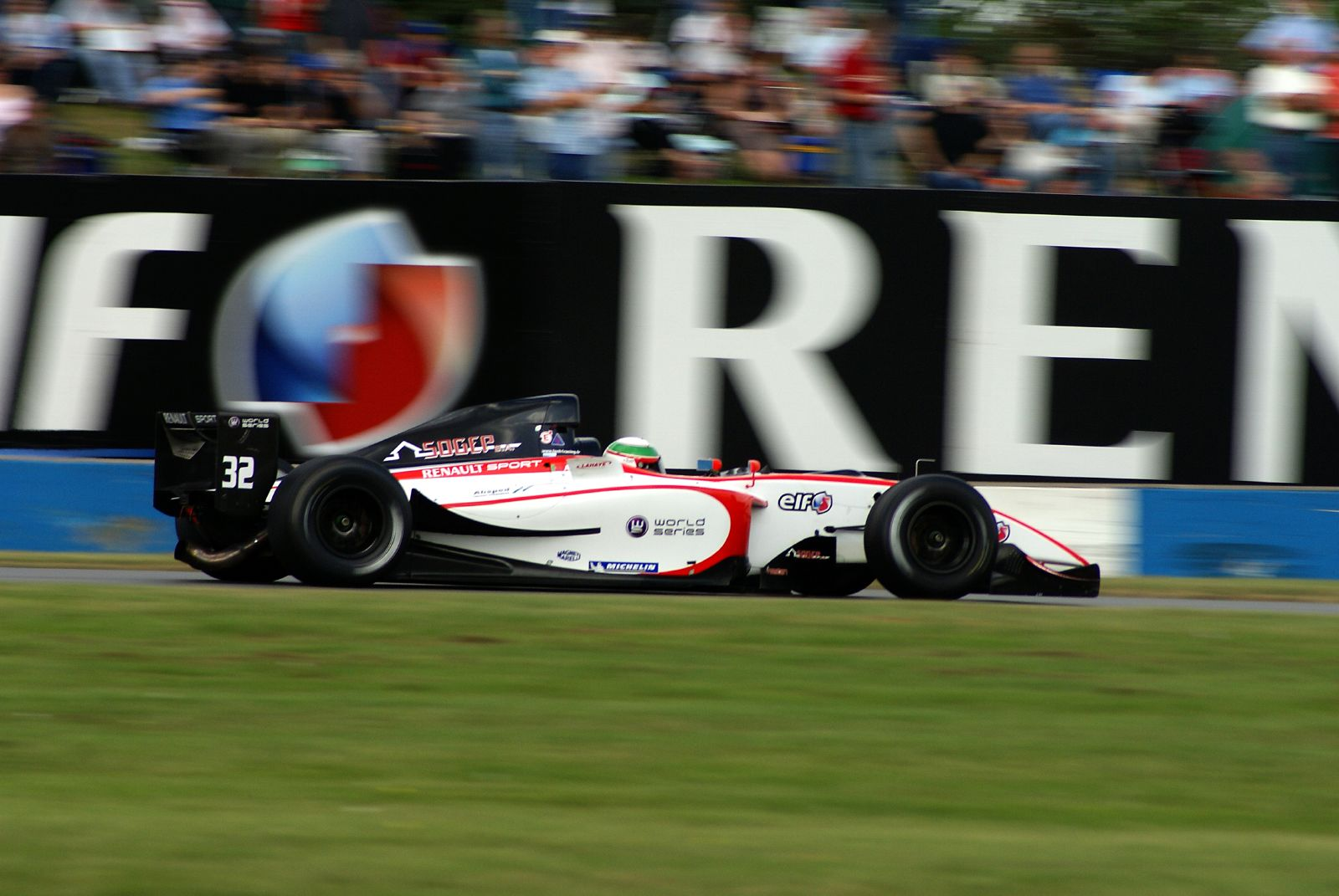
Álvaro Parente gewann 2007 für Tech 1 Racing startend den Meistertitel in der Formel Renault 3.5

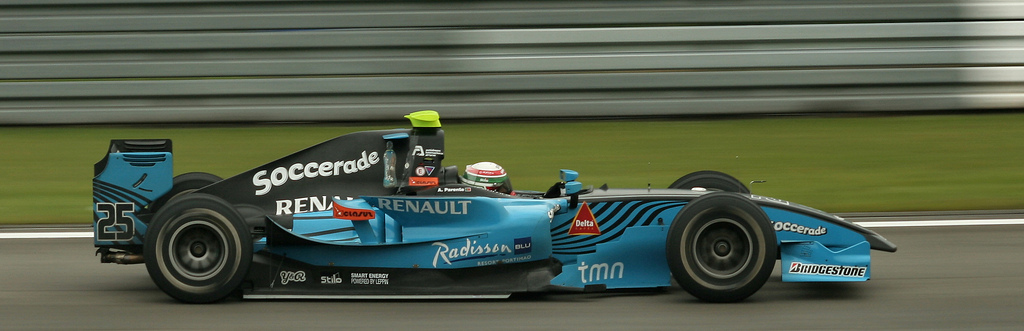
Parente auf dem Nürburgring in der GP2-Serie 2009

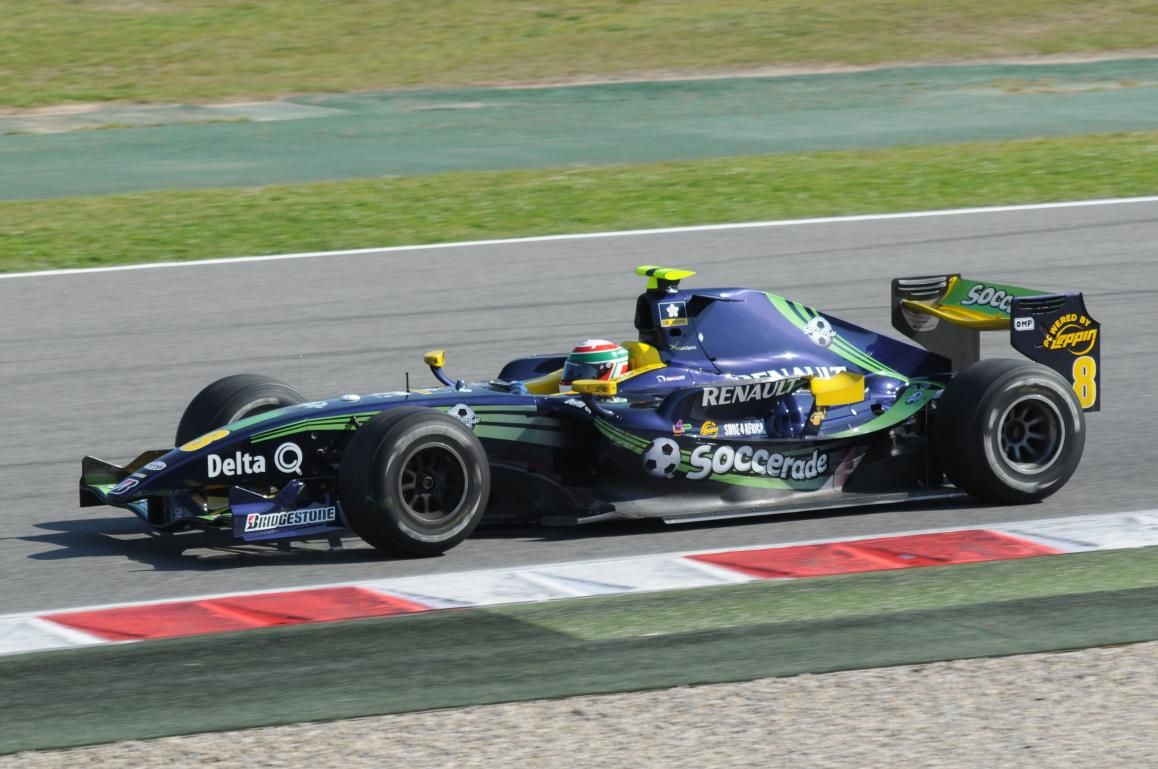
Álvaro Parente gewann 2008 sein Debütrennen in der GP2-Serie auf dem Circuit de Catalunya

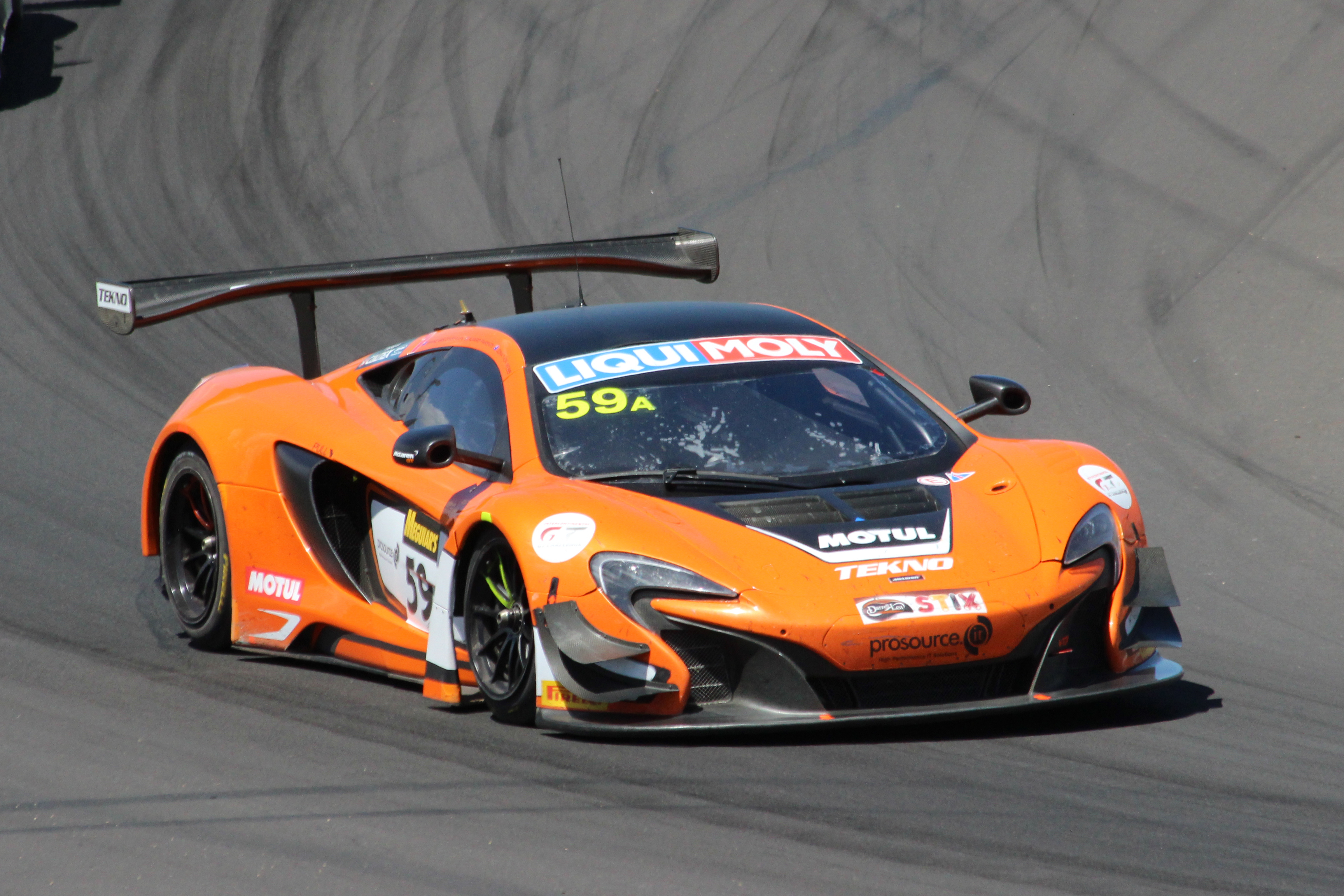
Álvaro Parente im siegreichen McLaren beim 12-Stunden-Rennen von Bathurst 2016

Álvaro Maia Parente (* 4. Oktober 1984 in Porto) ist ein portugiesischer Automobilrennfahrer. Er wurde 2005 britischer Formel-3-Meister und 2007 Meister der Formel Renault 3.5. Von 2008 bis 2011 startete er in der GP2-Serie. 2012 trat er in der FIA-GT1-Weltmeisterschaft an und fährt seither GT- und Sportwagenrennen.

## Karriere
Parente begann seine Motorsportkarriere 1994 im Kartsport, in dem er bis 2000 aktiv war. 2001 gab er sein Debüt in der spanischen Formel-3-Meisterschaft und wurde in seiner ersten Saison Zwölfter der Meisterschaft. 2002 blieb Parente in der spanischen Formel 3 und er verbesserte sich mit einem Sieg auf den vierten Platz der Fahrerwertung. 2003 wechselte Parente in die Formel-3-Euroserie. Er erzielte nur einen Punkt und belegte am Saisonende den 25. Gesamtrang. Außerdem nahm er an je zwei Rennen der britischen und der italienischen Formel-3-Meisterschaft teil und es gelang ihm ein Sieg in der italienischen Meisterschaft.
2004 wechselte Parente zu Carlin Motorsport und er startete eine ganze Saison in der britischen Formel-3-Meisterschaft. Mit einem Sieg und weiteren drei Podest-Platzierungen belegte er am Saisonende den siebten Gesamtrang. 2005 blieb Parente bei Carlin Motorsport und bestritt seine zweite Saison in der britischen Formel 3. Parente dominierte die Saison mit elf Siegen und gewann den Meistertitel vor seinem Teamkollegen Charlie Kimball.
Nach dem Titelgewinn startete Parente im Winter 2005/2006 in der A1GP-Serie für das portugiesische A1-Team. Er entschied kein Rennen für sich, stand aber bei drei Rennen auf dem Podium. Nach Saisonende wechselte Parente in die Formel Renault 3.5 zu Victory Engineering. Mit drei Siegen belegte er am Saisonende den fünften Gesamtrang. Dabei hatte nur der Meister Alx Danielsson mehr Siege als er erzielt. Nachdem er im Winter für sechs Rennen der Saison 2006/2007 in die A1GP-Serie zurückgekehrt war, bestritt er 2007 seine zweite Saison in der Formel Renault 3.5 für das französische Team Tech 1 Racing. Mit zwei Siegen, unter anderem beim prestigeträchtigen Rennen in Monte Carlo, gewann der Portugiese den Meistertitel vor Ben Hanley. Darüber hinaus war er bei einigen Rennen der spanischen GT-Meisterschaft am Start und wurde mit zwei Siegen Vierter in der Super-GT-Wertung.
2008 fuhr Parente für Super Nova Racing in der GP2-Serie. Die Saison begann optimal für ihn, da er das erste Rennen der Saison auf dem Circuit de Catalunya gewann. Somit war Parente der erste Portugiese, der ein Rennen in der GP2-Serie gewonnen hatte. In den restlichen Saisonrennen stand Parente insgesamt dreimal auf dem Podium. Mit 34 Punkten belegte er zum Saisonende den achten Platz der Gesamtwertung.
Im Februar 2009 wechselte Parente in die GP2-Asia-Serie und löste Earl Bamber bei Qi-Meritus Mahara ab. Er holte einen Punkt und wurde 21. in der Gesamtwertung. In der GP2-Serie 2009 startete Parente für Ocean Racing Technology, das Team seines Landmanns Tiago Monteiro. Nachdem er in den ersten acht Rennen ohne Punkte geblieben und von seinem Teamkollegen Karun Chandhok distanziert worden war, wendete sich das teaminterne Duell auf dem Nürburgring, wo Parente in beiden Rennen Punkte holte und beim Sprintrennen zudem als Zweiter auf dem Podest stand. In Spa-Francorchamps gewann Parente das Hauptrennen und bescherte seinem Team den ersten Sieg in der GP2-Serie. Am Saisonende belegte er erneut den achten Gesamtrang. Mit 30 Punkte erzielte er zudem dreimal so viel Punkte wie sein Teamkollege Chandhok. Außerdem trat er zu zwei Rennen der Superleague Formula, von denen er eines gewann, und bei einigen Rennen der spanischen GT-Meisterschaft an.
Ende 2009 nahm der in die Formel 1 neueingestiegene Rennstall Virgin Racing Parente als offiziellen Testfahrer für die Saison 2010 unter Vertrag.
Dieser Vertrag wurde jedoch noch vor Saisonbeginn wieder aufgelöst. Nach dem Scheitern seines Formel-1-Engagements stieg Parente zum dritten Rennwochenende der Saison 2009/2010 für die Scuderia Coloni in die GP2-Asia-Serie ein und belegte am Saisonende, obwohl er nur die Hälfte der Rennen bestritten hatte, den achten Gesamtrang. Anschließend wechselte er in die Superleague Formula, in der er an der Saison 2010 teilnahm. Er startete in dieser Serie für das von Reid Motorsport betreute Team des FC Portos. Er entschied drei Rennen für sich und stand bei einem weiteren Rennen auf dem Podest. Außerdem kehrte Parente zum achten Rennwochenende der Saison 2010 in die GP2-Serie zurück und ersetzte Alberto Valerio bei der Scuderia Coloni. Während Coloni in den vorherigen Saisonrennen überwiegend im hinteren Teil des Feldes zu finden war, gelang es Parente auf Anhieb die ersten beiden Rennen in Spa-Francorchamps als Zweiter und Dritter auf dem Podest zu beenden. Zum letzten Saisonrennen konnte er wegen einer Entzündung im Ohr nicht antreten. Am Saisonende belegte er den 15. Platz in der Fahrerwertung. Darüber gewann Parente als Gaststarter in der International GT Open und nahm an einem Rennen der Le Mans Series teil. Außerdem wurde er Dritter in der spanischen GT-Meisterschaft.
2011 nahm Parente für Racing Engineering als Vertretung für den gesundheitlich angeschlagenen Christian Vietoris an zwei GP2-Rennwochenenden teil. Das Hauptrennen auf dem Circuit de Monaco schloss er auf dem zweiten Platz ab. Anschließend wechselte er innerhalb der Serie zu Carlin und absolvierte vier Rennwochenenden für diesen Rennstall. Er beendete die Saison auf dem 16. Gesamtrang. Darüber hinaus startete er als McLaren-Werkspilot zu drei Rennen der Blancpain Endurance Series. 2012 wird Parente als McLaren-Werkspilot für Hexis Racing in der FIA-GT1-Weltmeisterschaft zusammen mit Grégoire Demoustier an den Start gehen.

## Statistik

### Karrierestationen
| - 1994–2000: Kartsport - 2001: Spanische Formel 3 (Platz 12) - 2002: Spanische Formel 3 (Platz 4) - 2003: Formel-3-Euroserie (Platz 25) - 2003: Britische Formel 3 (Platz 22) - 2003: Italienische Formel 3 (Platz 9) - 2004: Britische Formel 3 (Platz 7) - 2005: Britische Formel 3 (Meister) - 2006: A1GP | - 2006: Formel Renault 3.5 (Platz 5) - 2007: A1GP - 2007: Formel Renault 3.5 (Meister) - 2007: Spanische GT-Meisterschaft, Super GT (Platz 4) - 2008: GP2-Serie (Platz 8) - 2009: GP2-Asia-Serie (Platz 21) - 2009: GP2-Serie (Platz 8) - 2009: Superleague Formula - 2009: Spanische GT-Meisterschaft, Super GT (Platz 8) | - 2010: GP2-Asia-Serie (Platz 8) - 2010: GP2-Serie (Platz 15) - 2010: Superleague Formula - 2010: Le Mans Series, LMGT2 (Platz 21) - 2010: Spanische GT-Meisterschaft (Platz 3) - 2011: GP2-Serie (Platz 16) - 2011: Blancpain Endurance Series - 2012: FIA-GT1-WM |

### Le-Mans-Ergebnisse
| Jahr | Team              | Fahrzeug               | Teamkollege   | Teamkollege    | Platzierung | Ausfallgrund     |
| ---- | ----------------- | ---------------------- | ------------- | -------------- | ----------- | ---------------- |
| 2014 | RAM Racing        | Ferrari 458 Italia GT2 | Matt Griffin  | Federico Leo   | Ausfall     | Getriebeschaden  |
| 2017 | Clearwater Racing | Ferrari 488 GTE        | Richard Wee   | Hiroki Katō    | Rang 40     |                  |
| 2021 | HubAuto Racing    | Porsche 911 RSR-19     | Maxime Martin | Dries Vanthoor | Ausfall     | Kraftübertragung |

### Sebring-Ergebnisse
| Jahr | Team                                     | Fahrzeug      | Teamkollege     | Teamkollege   | Platzierung | Ausfallgrund |
| ---- | ---------------------------------------- | ------------- | --------------- | ------------- | ----------- | ------------ |
| 2018 | Michael Shank Racing with Curb Agajanian | Acura NSX GT3 | Katherine Legge | Trent Hindman | Rang 24     |              |

### Einzelergebnisse in der FIA-Langstrecken-Weltmeisterschaft
| Saison | Team              | Rennwagen          | 1   | 2   | 3   | 4   | 5   | 6   | 7   | 8   | 9   |
| ------ | ----------------- | ------------------ | --- | --- | --- | --- | --- | --- | --- | --- | --- |
| 2014   | RAM Racing        | Ferrari 458 Italia | SIL | SPA | LEM | AUS | FUJ | SHA | BAH | SAO |     |
| 2014   | RAM Racing        | Ferrari 458 Italia | 12  |     | DNF |     |     |     |     |     |     |
| 2017   | Clearwater Racing | Ferrari 488 GTE    | SIL | SPA | LEM | NÜR | MEX | AUS | FUJ | SHA | BAH |
| 2017   | Clearwater Racing | Ferrari 488 GTE    | 40  |     |     |     |     |     |     |     |     |
| 2021   | HubAuto Racing    | Porsche 911 RSR    | SPA | POR | MON | LEM | BAH | BAH |     |     |     |
| 2021   | HubAuto Racing    | Porsche 911 RSR    | DNF |     |     |     |     |     |     |     |     |